# Julieta Paredes
Julieta Paredes Carvajal (sinh năm 1967) là một nhà thơ, ca sĩ-nhạc sĩ, nhà văn, nghệ sĩ graffiti và nhà hoạt động nữ quyền chống thuộc địa người Aymara Bolivia. Năm 2003, cô bắt đầu cộng đồng Soones creando comunidad (phụ nữ tạo ra cộng đồng) ra khỏi hoạt động của nữ quyền cộng đồng.

## Nghề nghiệp
Julieta Paredes được sinh ra tại thành phố La Paz. Năm 1992, bà và đối tác lúc đó là María Galindo đã thành lập phong trào Soones Creando. Mối quan hệ của bà với Galindo kết thúc vào năm 1998, và năm 2002 có một bộ phận của tổ chức. Năm 2003, bà đã khởi xướng cái gọi là Soones creando comunidad, bởi vì, như bà đã giải thích năm 2008, "chủ nghĩa nữ quyền tự trị và vô chính phủ không còn là đủ nữa."
Julieta Paredes Carvajal là tác giả của cuốn sách Hilando fino desde el maleismo comunitario (2008), trong đó bà đi sâu vào các khái niệm như bình đẳng giữa phụ nữ và đàn ông trong bối cảnh văn hóa bản địa, chủ nghĩa nữ quyền phương Tây, chủ nghĩa thực dân, chủ nghĩa thực dân phương Tây, và vai trò của cơ thể và tình dục trong việc giải phóng phụ nữ. Cô tự nhận mình là "Aymara đồng tính nữ".

## Cộng đồng nữ quyền
Paredes là một phần của phong trào gọi là "nữ quyền cộng đồng", dựa trên sự tham gia của phụ nữ và nam giới trong một cộng đồng không có mối quan hệ thứ bậc giữa các nhóm, nhưng cả hai đều có mức độ đại diện chính trị tương đương. Quan niệm về chủ nghĩa nữ quyền, Paredes nói, tránh xa chủ nghĩa cá nhân của xã hội đương đại.
Cộng đồng nữ quyền đặt câu hỏi về tính gia trưởng, không chỉ thuộc địa mà cả chế độ phụ hệ xuất phát từ văn hóa của chính mình và điều đó cũng đã đánh dấu một tiêu chuẩn kép cho phụ nữ. Theo nghĩa này, họ sỉ nhục chủ nghĩa người da đỏ vì không công nhận sự tồn tại của sự áp bức đối phụ nữ, và xa rời quan điểm của chủ nghĩa thiết yếu cũng liên quan đến dân số người da đỏ. "Mọi người đang giải phóng chúng tôi. Họ là những quá trình chính trị lịch sử. Tôi đến từ một dân tộc, "cô nói trong một trong những can thiệp của mình ở Mexico năm 2016. "Không có gì lạ khi Anh Morales đang làm gì, nhưng đó là điều tốt nhất chúng tôi có ngay trong lịch sử, của thị trấn và chúng tôi đang xây dựng." Từ không có chính phủ là các cuộc cách mạng được thực hiện, Paredes nói; đó là lý do tại sao chúng ta đang trong quá trình thay đổi với các phong trào xã hội.
" Blanquitas, blancos, đối với chúng ta, không phải là những người có làn da trắng, mà là những người chấp nhận các đặc quyền của một hệ thống gia trưởng, thuộc địa và phân biệt chủng tộc vì sự trong sáng của da, giống như với anh em nam giới của chúng tôi, đó là không phải vì đàn ông mà vì chấp nhận những đặc quyền mà một hệ thống phân biệt chủng tộc, thuộc địa, phân biệt chủng tộc mang lại cho họ; họ sử dụng nó và không chiến đấu với nó. " Do đó, cấu trúc phát sinh là "từ ký ức lâu đời của người dân".